# Nørrelands Sogn
Nørrelands Sogn er et sogn i Holstebro Provsti (Viborg Stift).
Nørrelandskirken stod færdig i 1969 efter at Nørrelands Sogn i 1967 var udskilt fra Holstebro Sogn. Det hørte geografisk til Hjerm Herred i Ringkøbing Amt, men lå i Holstebro Købstad, som ved kommunalreformen i 1970 blev kernen i Holstebro Kommune.